# Sven Thorgren
Sven Thorgren (ur. 4 października 1994) – szwedzki snowboardzista. Specjalizuje się w halfpipe, slopestyle’u i w big air. Na mistrzostwach świata startował dwukrotnie, najlepszy wynik uzyskał podczas Mistrzostw w Stoneham, gdzie zajął 18. miejsce w slopestyle’u. Najlepsze wyniki w Pucharze Świata osiągnął w sezonie 2020/2021, kiedy to zajął piąte miejsce w klasyfikacji generalnej (AFU), a w klasyfikacji big air był drugi.
Jest czterokrotnym brązowym medalistą zawodów X-Games rozgrywanych w amerykańskim Aspen. Pierwszy brązowy medal zdobył podczas Winter X Games 19 w slopestyle’u, drugi podczas Winter X Games 23 w big air. Kolejne dwa medale zdobył podczas Winter X Games 24, w big air oraz rail jam. W Winter X Games 25 do kolekcji medalowej dołożył srebro w big air.

## Sukcesy

### Igrzyska olimpijskie
| Miejsce | Dzień    | Rok  | Miejscowość | Konkurencja | Zwycięzca       |
| ------- | -------- | ---- | ----------- | ----------- | --------------- |
| 4.      | 8 lutego | 2014 | Soczi       | Slopestyle  | Sage Kotsenburg |

### Mistrzostwa Świata
| Miejsce | Dzień       | Rok  | Miejscowość   | Konkurencja | Zwycięzca        |
| ------- | ----------- | ---- | ------------- | ----------- | ---------------- |
| 38.     | 22 stycznia | 2011 | La Molina     | Slopestyle  | Seppe Smits      |
| 18.     | 18 stycznia | 2013 | Stoneham      | Slopestyle  | Roope Tonteri    |
| 6.      | 17 marca    | 2017 | Sierra Nevada | Big air     | Ståle Sandbech   |
| 16.     | 9 lutego    | 2019 | Park City     | Slopestyle  | Chris Corning    |
| 24.     | 12 marca    | 2021 | Aspen         | Slopestyle  | Marcus Kleveland |
| 33.     | 16 marca    | 2021 | Aspen         | Big air     | Mark McMorris    |

### Puchar Świata

#### Miejsca w klasyfikacji generalnej
- - AFU[2]
- 2010/2011 – 91.
- 2011/2012 – 91.
- 2012/2013 – 18.
- 2013/2014 – 54.
- 2016/2017 – 45.
- 2018/2019 – 28.
- 2019/2020 – 16.
- 2020/2021 – 5.

#### Miejsca na podium w zawodach
1. Szpindlerowy Młyn – 16 marca 2013 (slopestyle) – 3. miejsce
2. Pekin – 24 listopada 2018 (big air) – 1. miejsce
3. Pekin – 14 grudnia 2019 (big air) – 2. miejsce
4. Kreischberg – 9 stycznia 2021 (big air) – 2. miejsce
5. Chur – 23 października 2021 (Big Air) – 3. miejsce